# Скворцов, Александр Андреевич (Герой Социалистического Труда)
Александр Андреевич Скворцов — советский хозяйственный, государственный и политический деятель, Герой Социалистического Труда.

## Биография
Родился в 1936 году в селе Соколиха. Член КПСС.
С 1955 года — на хозяйственной, общественной и политической работе. В 1955—1996 гг. — тракторист, звеньевой колхоза «Новый мир» Большеандосовского сельсовета Пильнинского района Горьковской области, пионер выращивания сахарной свёклы в Горьковской области, добился в 1973 году урожая в 393 центнера с гектара сахарной свеклы и 700 центнеров кормовой.
Указом Президиума Верховного Совета СССР от 11 декабря 1973 года присвоено звание Героя Социалистического Труда с вручением ордена Ленина и золотой медали «Серп и Молот».
Избирался депутатом Верховного Совета РСФСР 9-го созыва.
Умер в селе Соколиха в 1996 году.